# Sergueï Nepobedimi
Sergueï Pavlovitch Nepobedimi (russe : Серге́й Па́влович Непобеди́мый), né le 13 septembre 1921 à Riazan en RSFS de Russie et mort le 11 avril 2014 à Kolomna en Russie, est un concepteur soviétique d'armes de roquettes, plus précisément du missile Totchka. Il est chef et concepteur en chef du bureau de conception en génie mécanique de Kolomna de 1965 à 1989.

## Biographie
Diplômé de l'université technique d'État Bauman de Moscou en 1945, il fut directeur de SKB-101 (KBM, actuellement l'entreprise unitaire « KB Mashinostroyeniya ») de Boris Chavyrine.

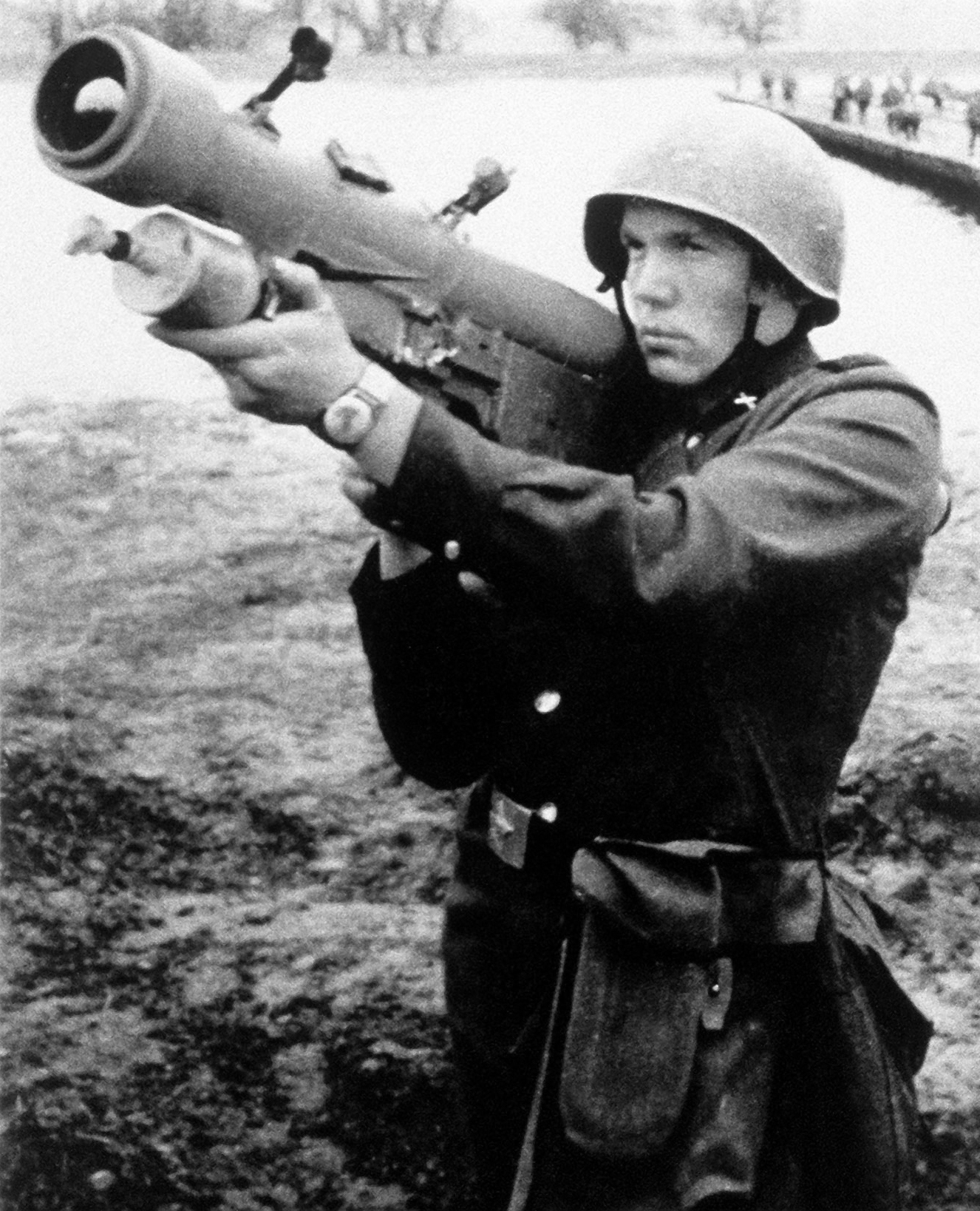
Le Strela-2 a été conçu sous la direction de Nepobedimi en 1968.

En outre, fut l'initiateur de la conception des missiles Iskander, qui a débuté en décembre 1988,.
En 1989, après le traité INF qui interdit tous les OTR-23 Oka soviétiques (bien qu'officiellement ils ne furent pas mentionnés dans le traité), Nepobedimi démissionna de son poste de concepteur en chef et prit sa retraite de KBM. De 1990 jusqu'à sa mort, il travailla à l'Institut central de recherche scientifique de Moscou sur l'automatique et l'hydraulique en tant que chef du centre scientifique et technique "REAGENT". Il était l'auteur de plus de 350 travaux scientifiques, brevets, ainsi qu'une découverte.
Nepobedimi décéde à Kolomna en avril 2014 et est enterré au cimetière commémoratif militaire fédéral,.